# Manuel Pasqual
Manuel Pasqual (San Donà di Piave, 13 maart 1982) is een Italiaans voormalig voetballer die doorgaans als verdediger speelde. Hij werd in juli 2019 transfervrij nadat zijn contract bij Empoli afliep en beëindigde daarna zijn loopbaan. Pasqual speelde van 2006 tot en met 2015 elf interlands voor het Italiaans voetbalelftal.